# Adolf Mackeprang
Adolf Henrik Mackeprang (5. februar 1833, på Langesø ved Odense – 16. marts 1911 på Frederiksberg) var en dansk dyremaler.
Han var søn af forpagter Johannes Mackeprang. (1785-1874) og Louise Adelaide født Stounder (1799-1878). En ung kunstner, Jørgen Christian Larsen, der skulle lære landbrug hos hans fader, gav ham den første undervisning i tegning; derpå kom han til København i malerlære og gennemgik samtidig Kunstakademiet, hvis mindre sølvmedalje han vandt 1859. Han var begyndt at udstille som landskabsmaler i 1857, men gik snart over til at lægge hovedvægten på dyrmaleriet, hvortil han, som opvokset under landlige forhold, havde gode forudsætninger. Efter at have haft nogen understøttelse til studierejser i indlandet fik han 1870-71 Akademiets udenlandske stipendium. Som frugt af rejsen udstillede han 1872-73 nogle billeder med italienske motiver; men han har ellers, både før og siden, holdt sig til fædrelandets dyreverden og, om han end ikke sjælden har malet både heste og køer, fortrinsvis dyr i vild tilstand, rådyr, harer, storke og med særlig forkærlighed ræven, hvis færd i hjemlig idyl eller på jagt han omhyggelig har eftersporet og gengiver med naturligt liv, friskhed og sandhed i farven. En Storkerede (udstilling 1870) vandt meget bifald og er gengiven i farvetryk. Billedet Raadyr blev (1875) købt til Den Kongelige Malerisamling. Mackeprang ægtede 1863 Emma Louise Christine Christensen, datter af medaljør Christen Christensen.

## Note
1. ↑  Efternavnet angives også som Mackerprang, bl.a. på ARoS